# 삼학동 (목포시)
삼학동(三鶴洞)은 대한민국 전라남도 목포시의 행정 구역이다.

## 개요
삼학동은 1960년대에 삼학도 앞바다를 매립한 곳으로 삼학도에서 동명이 유래하였다. 삼학도 앞바다의 목포내항과 인접해 있어 항구도시인 목포의 교통 요충지이며, 아파트 및 신흥 주상복합상가와 주택가가 형성되어 있다. 원도심 뿐만 아니라 신도심과의 접근성이 용이하다. 법정동은 산정동이다.

## 연혁
- 1997년 1월 1일 : 행정구역 개편으로 동명동에서 분동하여 삼학동 개소
- 2000년 9월 1일 : 주민자치센터 개소
- 2003년 1월 6일 : 현 청사로 이전 개청(부지 199.3평, 연건평 213평)